# Simone Lunadoro
Simone Lunadoro ou Lunadori (falecido em 1610) foi um prelado católico romano que serviu como bispo de Nocera de' Pagani (1602–1610).

## Biografia
A 17 de junho de 1602, Simone Lunadoro foi nomeado durante o papado do Papa Clemente VIII como Bispo da Diocese de Nocera de' Pagani. A 11 de agosto de 1602, foi consagrado bispo por Camillo Borghese, Cardeal-Sacerdote de San Crisogono, com Guglielmo Bastoni, Bispo de Pavia, e Valeriano Muti, Bispo de Bitetto, servindo como co-consagradores. Serviu como Bispo de Nocera de' Pagani até à sua morte em 1610.
Enquanto bispo, foi o principal co-consagrador de Louis de Salignac de La Mothe-Fénelon, Bispo de Sarlat (1603).